# Brad Mehldau
Brad Mehldau, född 23 augusti 1970, är en amerikansk jazzpianist, kompositör och arrangör. 

## Biografi
Mehldau föddes 1970 i Jacksonville, Florida, växte upp i West Hartford, Connecticut och gick ut Hall High School 1988. Han lärde sig spela piano vid tidig ålder och upptäckte jazzen vid tolv års ålder när en vän till honom spelade en liveinspelning med John Coltrane för honom. Keith Jarretts soloalbum Solo Concerts: Bremen/Lausanne var också en tidig inspiration liksom Bud Powell, Thelonious Monk och Charlie Parker. Han började spela i storbandet i high school. Den första jazzskiva han införskaffade var Coltranes Blue Train.
1988 flyttade Mehldau till New York för att studera jazz vid The New School for Jazz and Contemporary Music där han undervisades av Fred Hersch, Junior Mance och Kenny Werner, och spelade även med Jackie McLean och Jimmy Cobb.
Sedan började han arbeta för olika musiker, huvudsakligen som medlem i Joshua Redman Quartet. 1994 bildade han sin egen trio med basisten Larry Grenadier och trummisen Jorge Rossy. 2005 blev Rossy ersatt av Jeff Ballard. Utöver hans trioarbete har Mehldau samarbetat med gitarristen Pat Metheny och tillsammans har de gett ut två album och gjort turnéer över hela världen med Grenadier och Ballard.

## Musikern
Mehldaus finansieras huvudsakligen av Nonesuch Records. På albumen spelar han egna kompositioner, jazzstandards och jazzarrangemang av populärmusik, där han har en särskild förkärlek till Radiohead, Paul Simon, Nick Drake, The Beatles och Elliott Smiths musik. Mehldau har en distinktiv talang att omvandla dessa rocklåtar så att de låter som om de vore jazzstandards, särskilt Radioheads sång "Exit Music (For a Film)" och Drakes "Day is Done" (också titeln på ett av hans album från 2005). Mehldau har också uttryckt intresse och kunskap inom filosofi, särskilt musik och konst.
Han har framträtt och spelat in soloalbum och tillsammans med bland annat Peter Bernstein, Mark Turner, Charlie Haden, Charles Lloyd och Pat Metheny. 2004 turnerade Mehldau med Kurt Rosenwinkel och Joshua Redman.
Mehldau brukar jämföras med pianisten Bill Evans men Mehldau tycker själv inte om jämförelsen och förklarar varför i innehållsförteckningen till The Art of the Trio IV. Han har även jämförts med Keith Jarrett och själv beskriver han Jarretts album mer som en inspiration än en påverkan. Andra inflytande anförda av honom är Miles Davis, Larry Goldings, Kurt Rosenwinkel, Jesse Davis, David Sanchez, Oscar Peterson och de andra medlemmarna i hans egen trio. Han spelar ofta en separat melodi med varje hand i olika taktarter. Till exempel hans arrangemang på Jerome Kerns "All the Things You Are" (på Art of the Trio, Vol. IV) spelas i A-dur (en halvton upp än originaltonarten, Ab-dur) och i 7/8. På Day is Done spelar han Paul Simons "50 Ways to Leave Your Lover" också i 7/8. En annan signaturteknik han har är att ska ett ostinato med sin högerhand medan han utvecklar ett tema med vänsterhanden. Mehldau påstår i en intervju   med Marian McPartland att det var Fred Hersch som uppmuntrade honom att använda vänsterhanden på ett mer aktivt sätt.
Den 29 september 2007 meddelade Mehldau att han ännu en gång skulle samarbeta med Kurt Rosenwinkel för att "utforska möjligheterna med jazzoperor baserade på album av Miles Davis."

## Diskografi
- 1994 – When I Fall in Love med Rossy Trio
- 1995 – Introducing Brad Mehldau
- 1997 – The Art of the Trio
- 1997 – New York-Barcelona Crossings Vol 1 med Mario Rossy, Perico Sambeat och Jordi Rossy
- 1997 – Alone Together med Charlie Haden & Lee Konitz
- 1998 – New York-Barcelona Crossings Vol 2 med Mario Rossy, Perico Sambeat och Jordi Rossy
- 1998 – The Art of the Trio II: Live at the Village Vanguard
- 1998 – The Art of the Trio III: Songs
- 1999 – Elegiac Cycle
- 1999 – The Art of the Trio IV: Back at the Vanguard
- 2000 – Consenting Adults med Mark Turner, Peter Bernstein, Larry Grenadier och Leon Parker
- 2000 – Close Enough for Love med Fleurine
- 2000 – Places
- 2001 – The Art of the Trio V: Progression
- 2002 – Largo
- 2004 – Anything Goes
- 2004 – Live in Tokyo
- 2005 – Day is Done
- 2006 – House on Hill
- 2006 – Metheny/Mehldau med Pat Metheny
- 2006 – Love Sublime med Renée Fleming
- 2007 – Metheny Mehldau Quartet med Pat Metheny, Larry Grenadier och Jeff Ballard
- 2008 – Brad Mehldau Trio Live
- 2010 – Highway Rider
- 2010 – Love Songs med Anne Sofie von Otter
- 2011 – Live in Marciac
- 2011 – Live at Birdland  med Lee Konitz, Charlie Haden och Paul Motian
- 2011 – Modern Music med Kevin Hays
- 2012 – Ode
- 2012 – Where Do You Start
- 2014 – Mehliana: Taming the Dragon
- 2015 – 10 Years Solo Live
- 2016 – Blues and Ballads med Larry Grenadier och Jeff Ballard
- 2016 – Nearness med Joshua Redman
- 2017 – Chris Thile & Brad Mehldau
- 2018 – After Bach
- 2018 – Seymour Reads the Constitution! med Larry Grenadier och Jeff Ballard
- 2019 – Finding Gabriel